# Paramenesia
Paramenesia – rodzaj chrząszczy z rodziny kózkowatych i podrodziny zgrzypikowych.

## Zasięg występowania
Przedstawiciele tego rodzaju występują we wschodniej Azji od Rosyjskiego Dalekiego Wschodu na północy po Wietnam na południu.

## Systematyka
Do Paramenesia należą 4 gatunki:
- Paramenesia kasugensis
- Paramenesia nigrescens
- Paramenesia subcarinata
- Paramenesia theaphia